# Vienna Cricket and Football-Club
Der Vienna Cricket and Football-Club ist ein Sportverein aus der österreichischen Bundeshauptstadt Wien und betreibt heute hauptsächlich die Sportarten Leichtathletik und Tennis. Bekannt und sporthistorisch bedeutsam ist jedoch vor allem die ehemalige Fußballsektion des Vereins.

## Geschichte
Gegründet wurde der Verein von in Wien ansässig gewordenen Engländern bereits im Jahr 1892 unter dem Namen Vienna Cricket Club Wien. Die einzige Sportart, die anfangs betrieben wurde, war das englische Cricket. Schon im Jahr 1882 hatte sich ein Verein mit dem Namen Vienna Cricket Club gegründet; ob es zwischen den beiden Vereinen einen ursächlichen Zusammenhang gegeben hat, lässt sich heute jedoch nicht mehr klären.
Als die Engländer erkannten, dass der Cricketsport in Österreich keine Zuseher anlockte und fast gleichzeitig der Fußballsport immer mehr aufkam, entschlossen sie sich, ihren Verein um diese Sektion zu erweitern, und änderten den Vereinsnamen in First Vienna Cricket and Football-Club. Nachdem die Cricketer sich bisher nicht polizeilich angemeldet hatten, wurden die Gründungsunterlagen 1894 doch bei der Vereinsbehörde eingereicht. Mitbegründer und Vorstandsmitglied des Vereins war der Brite John Gramlick, der spätere Gründer des Challenge-Cup.

### Der Streit um dasFirst
Nach der Namensänderung in First Vienna Cricket and Football-Club protestierte der am 22. August 1894 vereinsrechtlich offiziell gegründete First Vienna Football-Club (heute First Vienna FC 1894) und die Cricketer mussten die Bezeichnung First aus ihrem Namen streichen. Grund dafür war, dass beide Vereine ihre Statuten fast gleichzeitig bei der Vereinsbehörde in Wien einbrachten, die der Vienna jedoch um 24 Stunden früher amtlich beglaubigt wurden. Damit war der älteste Fußballverein Österreichs aufgrund eigener Nachlässigkeit offiziell nur mehr der zweitälteste, was den auf das First in ihrem Namen so erpichten Engländern schwer missfiel. Die Briten sprachen sogar von Skandal und Korruption und so entwickelte sich zwischen beiden Vereinen eine über das sportliche Maß hinausgehende Rivalität, wie es sie später wohl nur noch zwischen Rapid und Austria geben sollte. Zugleich entfachte der Streit um das First im Vereinsnamen auch ein reges Interesse der Öffentlichkeit und der Medien am Fußballspiel.

### Die ersten Derbys
Am 15. November 1894 trugen die beiden Vereine auf der Heimstätte des First Vienna FC, der Kuglerwiese in Döbling, vor etwa 300 Zuschauern das erste offizielle Fußballspiel in Wien aus. Die Cricketer, in deren Reihen sich ausschließlich Engländer und Iren befanden, gewannen dieses erste Spiel klar mit 4:0. Nach dem verlorenen Namensstreit war dieser sportliche Erfolg für die blau-schwarzen Cricketer eine besondere Genugtuung. Diese Begegnung wird noch heute als die Geburtsstunde des österreichischen Fußballsports bezeichnet, obwohl bereits am 18. März 1894 zwei Mannschaften des ATRV Graz in der steirischen Metropole gegeneinander antraten.
Am 29. November 1894 folgte auf der Jesuitenwiese im Prater das Rückspiel, das die Cricketer wieder mit 4:0 für sich entschieden. Die Vienna musste auf das dritte Derby, das am 14. April 1895 stattfand, warten um ihren ersten sportlichen Erfolg über die Praterleute feiern zu können. Das Spiel endete übrigens mit dem damaligen „Standardergebnis“ von 4:0 für die Vienna.

### Die Erfolge von 1897 bis 1904

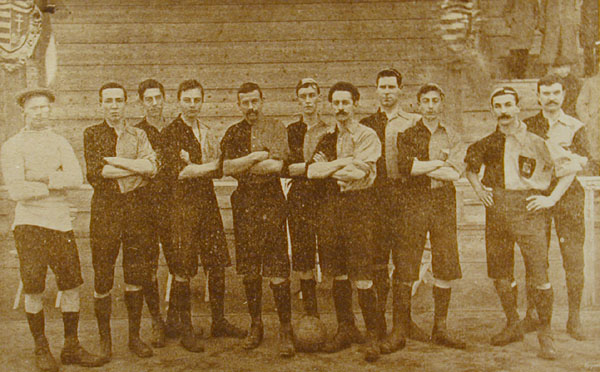
Die Cricketer 1897 in Budapest anlässlich eines Spieles gegen den B.T.C.

1898 gewannen die Cricketer das anlässlich des fünfzigjährigen Thronjubiläums von Kaiser Franz-Josef auf der Hohen Warte ausgetragene Jubiläums-Turnier vor der Vienna, dem SC Baden und dem FC 98 Wien. Dieses Turnier war das erste Großturnier in Wien, an dem 12 Mannschaften zu je sechs (!) Spielern teilnahmen.
Bereits ein Jahr zuvor, 1897, kam es auf Initiative des Vorstandsmitgliedes des Vienna Cricket and Football-Club John Gramlick zur Einführung des Challenge-Cup. Dieser nach dem Pokalsystem ausgetragene Bewerb war offen für alle Vereine des Kaiserreichs und wurde inoffiziell als erste Meisterschaft der Österreich-Ungarischen Monarchie angesehen. Die Cricketer waren nach einem 7:0-Finalerfolg am 21. November 1897 der erste Gewinner des Wettbewerbs. Das zweite Finalspiel gegen den ewigen Konkurrenten First Vienna FC im Jahr 1900 verloren die Praterkicker mit 0:2. Am 19. Mai 1902 wurde mit einem 2:1-Sieg gegen den ungarischen Finalisten Budapesti Torna Club der Titel zum zweiten Mal in den Prater geholt. Da die Cricketer ihr viertes Finale 1904 gegen den Wiener AC klar mit 0:7 verloren, blieb dies dann auch der letzte große Erfolg der Blau-Schwarzen.
1904 Jahr kam es zur Gründung der Fußball-Union und zur Ausrichtung des Tagblatt-Pokals. Auch in diesem, nach Meisterschaftsmodus über 12 Runden ausgetragenen Bewerb, spielten die Cricketer eine große Rolle, belegten letztendlich jedoch mit nur zwei Punkten Rückstand auf den Wiener AC den zweiten Platz.

### Zwistigkeiten mit den Verbänden
Obwohl die Cricketer 1904 den zweiten Rang im Tagblatt-Pokal belegt hatten, traten sie aufgrund von Zwistigkeiten mit der Österreichischen Fußball-Union aus dem Verband aus. Ein Jahr später kehrten sie reumütig zurück, durften jedoch nicht mehr in den laufenden Bewerb einsteigen. In der Saison 1902/03 spielten die Praterleute wieder um den Pokal mit, zogen sich jedoch am 17. April 1903 wiederum aus dem Bewerb zurück, da der Verband zwei Spiele gegen den Verein strafbeglaubigt hatte. Nachdem sich die Spannungen zwischen der ÖFU und den Vereinen immer mehr aufgebaut hatten, verließen 1904 sowohl der Vienna Cricket and Football-Club als auch die Vienna den Verband und gründeten mit dem Österreichischen Fußball-Verband den Vorläufer des heutigen ÖFB. Nachdem die ÖFU sich 1904 aufgelöst hatte und auch der Tagblatt-Pokal nicht mehr ausgespielt wurde, schrieb der ÖFV für die Saison 1906/07 die erste österreichische und Wiener Meisterschaft aus. Allerdings geschah dies ohne das Einverständnis der großen Vereine, und so brachten die Cricketer gemeinsam mit der Vienna und dem Wiener AC auch dieses Vorhaben durch ihren Ausstieg aus der Meisterschaft im Dezember 1906 zu Fall.
Dieses Verhalten der Vereine war typisch für die damalige Schwäche sowohl der ÖFU als auch des ÖFV. Beide Verbände wurden auf Initiative der Cricketer und der Vienna gegründet, sobald es aber darum ging, die eigenen Vereinsinteressen zu bewahren, lehnten sich die mächtigen Vereine (zu denen auch der Wiener AC gehörte) gegen den jeweiligen Verband auf. Aus diesem Grund dauerte es auch bis zum Jahr 1911, bis endlich, mit Pflichtterminen geordnet, erfolgreich eine Meisterschaft durchgeführt werden konnte.

### Abspaltung und Gründung der Wiener Amateure
1910 kam es zu Streitigkeiten zwischen Funktionären und Mitgliedern des Vienna Cricket and Football-Club, die sich schließlich zu unüberwindbaren Differenzen auswuchsen. Daraufhin beschlossen einige Funktionäre und fast die gesamte Mannschaft, aus dem Verein auszutreten und einen neuen Klub zu gründen. Der neue Verein wurde am 29. Oktober 1911 unter dem Namen Wiener Cricketer ins Vereinsregister eintragen, der Vienna Cricket & Football-Club protestierte jedoch umgehend gegen den neuen Namen. Im Dezember 1911 erfolgte daraufhin die Umbenennung des neuen Vereins in Wiener Amateur SV, dem direkten Vorgänger des heutigen FK Austria Wien. Aufgrund der Aussöhnung mit den Cricketern und der Tatsache, dass fast die gesamte Mannschaft der Schwarz-Blauen nunmehr bei den violett-weißen Amateuren spielte, wurde der Verein für die erste Meisterschaftssaison gleich in die 1. Spielklasse aufgenommen. So kam es schließlich 1911/12 auch zu den Derbys zwischen den Cricketern und den Amateuren, die durch den Umstand, dass mit Prager, Hussak, Lowe, Preiß und den beiden Löwenfelds viele ehemalige Cricketer nunmehr für die Amateure aufs Feld liefen, eine eigene Atmosphäre hatten.
Die vielzitierte Mär, die den Vienna Cricket & Football-Club zum direkten Vorgänger der Wiener Austria machte, entspricht nicht der Realität, da beide Vereine bis 1936 gleichzeitig existierten. Wohl aber wurden Fußballer, Funktionäre und der „Spielwitz“ zu den Veilchen transferiert, womit man sie zumindest als ideellen Vorgänger betrachten kann.

### Fusion mit dem AC Viktoria Wien
Der Aderlass an Spielern, die 1911 zum Wiener Amateur SV abwanderten, ließ bei den Cricketern für die Meisterschaft 1911/12 keine große Hoffnung auf Erfolge aufkommen. In der gesamten Saison erreichten die Schwarz-Blauen nur zwei Punkte ohne einen einzigen Sieg. Auch der Konkurrent AC Viktoria Wien hatte mit Finanz- und Aufstellungsproblemen zu kämpfen, und so schlossen sich die beiden Vereine nach dem 24. September 1911 zusammen. Zu diesem Zeitpunkt waren gerade einmal vier Runden absolviert. Der Vienna Cricket & FC behielt seinen Namen und die Vorherrschaft im Fusionsverein, die Spiele des AC Viktoria wurden annulliert. Trotz der Konzentration der Kräfte der beiden früheren Konkurrenten belegten die Cricketer nur den 11. und letzten Tabellenplatz und stiegen damit in die 2. Klasse A ab.

### Cricket in der zweiten und dritten Liga
Der Verein hielt sich bis 1916 in dieser Klasse und trat danach für 3 Jahre den Gang in die dritte Liga an. 1919/20 waren die Cricketer aber schon wieder in der 2. Klasse A vertreten und zogen sich erst am Ende der Saison 1923/24 freiwillig aus der Liga zurück, nachdem auch in der zweiten Klasse der Professionalismus eingeführt wurde. Bis 1931 spielte der Vienna Cricket & Football-Club noch immer in der 3. Leistungsstufe und entschloss sich zur Fusion mit dem professionell geführten und seit 1928 in der zweiten Liga spielenden Sportclub Frem. In den Saisonen 1931/32 und 1932/33 belegte der nunmehrige SC Cricket-Frem den siebten und den elften Rang. 1933 wurde die Fusion zwischen den beiden Vereinen rückgängig gemacht. Der Vienna Cricket and Football-Club übernahm die Lizenz des ehemaligen Partners und verblieb in der zweiten Liga. An die Erfolge der Vergangenheit konnten die Cricketer aber nicht mehr anschließen. Nach dem Abstieg aus der zweiten Klasse im Jahr 1936 wurde die Fußballabteilung des Vereins aufgelöst und ein wichtiges Kapitel in der österreichischen Fußballgeschichte geschlossen.

## Titel und Erfolge
- 2 × Challenge-Cup-Sieger: 1898, 1902
- 2 × Challenge-Cup-Finalist: 1900, 1904
- 1 Erstligateilnahme: 1911/12
- Sieger des Kaiser-Franz-Josef-Turniers von 1898

## Bekannte Spieler
Die ersten Jahre blieben die Briten auf der Jesuitenwiese im Prater unter sich. Die Mannschaft rekrutierte sich vor allem aus Angestellten britischer Firmenniederlassungen in Wien. Viele Spieler der Anfangsjahre arbeiteten bei der von Engländern geführten Wiener Gasversorgung. Wenn auch zu Beginn die Nationalität eine Rolle spielte, so wurde auf die gesellschaftliche Stellung der Mitglieder keine Rücksicht genommen. Einfache Fabrikarbeiter spielten mit Direktoren und sogar einem anglikanischen Geistlichen in einer Mannschaft.
Der Cricket and Football-Club brachte auch den ersten Fußballstar Österreichs hervor. In dieser, was den Fußballsport anging, noch sehr ruppigen und auf bullige Kämpfer ausgerichteten Zeit sorgte der Engländer George Blackeye mit seiner filigranen und feinen Art Fußball zu „spielen“ für Entzücken unter den Anhängern. Der als Dribblerkönig bezeichnete Blackeye verfügte aber auch über einen scharfen Schuss und so wurde der im Privatberuf als Direktor einer Wiener Baufirma tätige Brite zum ersten Fußballliebling der Wiener.
Den Gegenpart zu Blackeye stellte der Ire William Flavin dar. Der berühmte aber auch für seine ruppige Spielweise berüchtigte Remplerkönig der Cricketer sorgte für den ersten Spielabbruch in der österreichischen Fußballgeschichte und schuf 1897 mit einem schweren Foul am Vienna-Spieler Lambacher, der sich einen Schlüsselbeinbruch zuzog, auch einen Präzedenzfall in Bezug auf Sportunfälle. Das Gericht hatte den Cricketspieler, im von Lambacher angeregten Prozess mit der vereinfacht dargestellten Begründung freigesprochen, dass Fußball eben Sport sei und Verletzungen in Kauf genommen werden müssten.

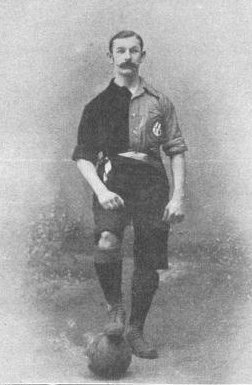
Cricketer Rudolf Wagner
Aus Sport & Salon, Wien, 3. Jänner 1900

Eine markante Fußballpersönlichkeit der Jahrhundertwende war auch der gebürtige Sachse Rudolf Wagner. Er spielte zuvor beim Wiener FC 1898 und verstärkte dann die Cricketer sowohl als Feldspieler als auch als Tormann. Bekannt wurde der Kopfballspezialist und spätere österreichische Nationalspieler aber nicht nur wegen seines Fußballspiels – er galt, vor allem bei den Damen, als der Schönling unter den damaligen Kickern. Nach seinem frühzeitigen Ableben am 19. August 1910 im Alter von nur 39 Jahren wurde zu seinen Ehren zwischen 1911 und 1913 eine Serie von sechs Spielen zwischen Österreich und Ungarn um den Wagner-Pokal abgehalten, welchen die Ungarn gewannen.
Der erste echte Wiener bei den Cricketern war Max Johann Leuthe, der sich so sehr zu allem Anglophilem hingezogen fühlte, dass er sogar seine beiden Vornamen in Mac John ändern ließ. Leuthe beherrschte vor allem den sogenannten „Fersler“, der damals nach ihm sogar „Maxler“ genannt wurde. Leuthe wurde später Starspieler des Wiener AC und spielte auch zweimal in der österreichischen Nationalmannschaft. Nach seiner Fußballerkarriere wurde er ein bekannter Sportjournalist und bedeutender Karikaturist.
Der bekannteste „Steinzeitkicker“ der Cricketer war jedoch zweifelsfrei Hugo Meisl. Dieser kam im Jahr 1900 als 19-Jähriger zum Verein und spielte bis 1905 bei den Cricketern. Meisl, ein mannschaftsdienlicher aber nicht überdurchschnittlicher Spieler, konnte als Fußballspieler zwar keine Bedeutung erlangen, kam jedoch später als internationaler Schiedsrichter, Funktionär, Teamchef der österreichischen Nationalmannschaft, Generalsekretär des ÖFB und FIFA-Delegierter zu Weltruhm.
Der First Vienna Cricket and Football-Club brachte bis 1912 mehrere Nationalspieler und bekannte Namen hervor, darunter Ludwig Hussak (14-facher Teamspieler, ab 1912 Amateure), Charles Stanfield, der als Spieler des österreichischen Nationalteam vier Tore beim 5:4-Erfolg der Österreicher über die Ungarn am 9. Oktober 1904 beisteuerte (das fünfte Tor erzielte Klubkollege Richard Bugno), und Viktor Löwenfeld, der als letzter gewachsener Cricketer den Einzug in die österreichische Nationalmannschaft schaffte und 1918 sein letztes Länderspiel absolvierte.

### Österreichische Nationalspieler
- Richard Bugno 1 Länderspiel und 1 Tor 1904 (Cricket)
- Karl Engl 1 Länderspiel 1906 (Cricket)
- Eduard Engl 1 Länderspiel 1906 (Cricket)
- Siegfried Großmann 1 Länderspiel 1905 (Cricket)
- Friedrich Hirschl 2 Länderspiele und 1 Tor 1908 (Cricket)
- Ludwig Hussak 14 Länderspiele und 5 Tore von 1905 bis 1912 (Cricket 8; Wiener Amateur SV 6)
- Felix Hüttl 2 Länderspiele von 1902 bis 1906 (Cricket)
- H. Knöll 3 Länderspiele von 1908 bis 1909 (Cricket)
- Engelbert König 5 Länderspiele von 1905 bis 1912 (Cricket 1; Germania Schwechat 3); Wiener AF 1)
- Karl Krug 1 Länderspiel 1905 (Cricket)
- Karl Kubik 2 Länderspiele und 1 Tor 1908 (Cricket 1), Sportbrüder Prag 1)
- Max Leuthe („Mac John“) 2 Länderspiele von 1903 bis 1905 (Cricket)
- Robert Lowe 1 Länderspiel 1905 (Cricket)
- Viktor Löwenfeld 4 Länderspiele von 1909 bis 1918 (Cricket 2, Wiener Amateur SV 2)
- Adolf Müller 1 Länderspiel 1906 (Cricket)
- Josef Prager 6 Länderspiele von 1904 bis 1910 (Wiener AC 2, Cricket 4)
- Charles Stanfield 2 Länderspiele und 4 Tore von 1904 bis 1905 (Cricket)
- Rudolf Wagner 1 Länderspiel als Torwart 1903 (Cricket)

## Sonstige bekannte Spieler
Teddy Shires 1 inoffizielles Länderspiel (als einziger Cricketer im Ur-Länderspiel von 1901 gegen die Schweiz aufgestellt)

## Spielstätte
Die traditionelle Heimstätte des Vienna Cricket and Football-Clubs ist der Cricketer-Platz an der Vorgartenstraße, der 1904 an der heutigen Meiereistraße zwischen der Hauptallee und der Vorgartenstraße errichtet wurde. 1908 fand dort das erste Fußball-Länderspiel zwischen Österreich und Deutschland statt.